# Sandra Piszk Feinzilber
Sandra Alejandra Piszk Feinzilber, também conhecida pelo nome judeu dela, Sara, é uma politóloga e política de Costa Rica. Piszk tem exercido como deputada em duas ocasiões, assim como Ministra de Trabalho e Segurança Social na administração da presidente Laura Chinchilla e como defensora dos habitantes. Pertence ao Partido de Libertação Nacional.
Pizsk foi eleita deputada pela primeira vez para o período 1994-1998, período durante o qual foi eleita a segunda defensora dos habitantes do país depois da gestão de Rodrigo Alberto Carazo. Depois se desempenhou como consultora para diversas instituições incluindo o Banco Mundial, o PNUD, o Instituto Latinoamericano de Planejamento Económico e Social e o Instituto Centroamericano de Administração Pública.

Tem sido vice-ministra de Planejamento e Política Económica, vice-ministra de Economia, Indústria e Comércio e Ministra do Trabalho. Foi escolhida candidata a deputada pelo então candidato presidencial da Partido da Libertação Nacional, Johnny Araya Monge ,resultando eleita para o período 2014-2018.